# Аркин, Яков Григорьевич
Яков Григорьевич Аркин (30 июля 1912, Аткарский уезд, Саратовская губерния — 16 ноября 1994, Москва) — советский альпинист, заслуженный мастер спорта СССР (1960), многократный победитель и призёр чемпионатов СССР по альпинизму, инженер-технолог, автор книг и статей по спортивному снаряжению и альпинизму.

## Биография
Родился 30 июля 1912 года в селе Александровка Саратовской губернии. Альпинизмом начал заниматься в начале 1930-х годов — в 1931 году взошёл на обе (западную и восточную) вершины Эльбруса. В 1936 году окончил Школу инструкторов альпинизма.
Участвовал в Великой Отечественной войне. Во время боёв под Москвой был в составе Московского партизанского Центра, затем воевал в 103-м горнострелковом отряде на Кавказе, а в 1944 году был преподавателем в Школе военного альпинизма и горнолыжного дела Закавказского фронта. После этого служил на 2-м Украинском фронте, к моменту завершения военных действий находился под Прагой. К концу войны имел воинское звание капитана, был начальником штаба гвардейского стрелкового корпуса. Награждён двумя орденами Красной Звезды (06.06.1945, 13.06.1945), орденом Отечественной войны II степени (06.04.1985), медалями «За оборону Кавказа», «За победу над Германией в Великой Отечественной войне 1941—1945 гг.».
Начиная с 1946 года, Аркин — член альпинистской команды общества «Спартак», руководимой Виталием Абалаковым. Вместе с этой командой он участвовал в ряде восхождений высшей категории сложности, в результате чего в 1949—1960 годах он стал пятикратным победителем и двукратным серебряным призёром чемпионатов СССР по альпинизму. В 1960 году ему было присвоено звание заслуженного мастера спорта СССР.
В 1946 году была создана Центральная лаборатория спортивного инвентаря, в числе организаторов которой были Виталий Абалаков и Яков Аркин. Позднее она была преобразована во Всесоюзный институт спортивных и туристских изделий (ВИСТИ). Аркин проработал в этом институте 25 лет и был соавтором ряда книг, связанных с направлениями деятельности института.
В 1950—1951 годах Яков Аркин работал в специальной секретной альпинистской бригаде в горном Забайкалье, которая занималась поисками урановой руды в Чарской котловине, расположенной между хребтами Кодар и Удокан. Руководителем бригады была известная альпинистка Любовь Пахарькова.
В 1959 году Аркин был включён в состав несостоявшейся советско-китайской экспедиции на Джомолунгму (Эверест). Начиная с 1961 года, он в течение многих лет работал во Всесоюзной школе альпинизма — сначала тренером, а затем старшим тренером.
Автор более 50 печатных работ по альпинизму.
Скончался 16 ноября 1994 года в Москве.
Сын — М. Я. Аркин, также альпинист.

## Спортивные достижения

### Чемпионаты СССР по альпинизму
Данные приведены в соответствии с информацией из книги П. С. Рототаева.
- 1949 год —  1-е место (класс траверсов), траверс вершин Коштантау — Дыхтау, в группе под руководством Виталия Абалакова («Спартак»), в которую также входили Николай Гусак, Валентина Чередова, Иван Леонов, Василий Пелевин, Владимир Мартынов и Юрий Москальцов.

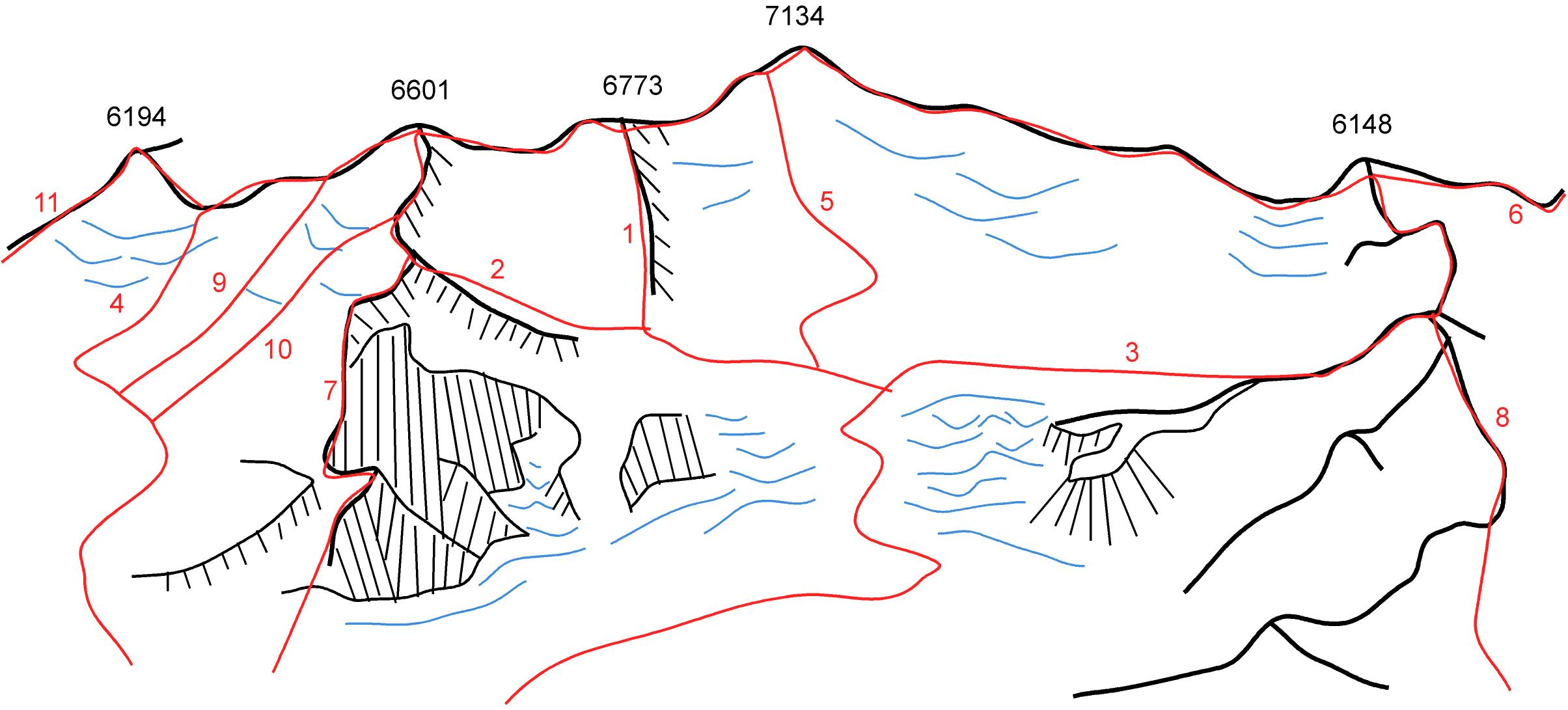
Различные маршруты восхождений на пик Ленина (№ 5 —первопрохождение 1960 года под руководством Якова Аркина)

- 1954 год —  1-е место (технический класс), восхождение на главную вершину Дыхтау по северо-восточной стене, в группе под руководством Виталия Абалакова («Спартак»), в которую также входили Михаил Ануфриков, Валентина Чередова, Александр Боровиков, Владимир Кизель, Иван Лапшенков, Лев Филимонов и Виктор Буслаев.
- 1955 год —  2-е место (технический класс), восхождение на вершину Сандал по северному гребню, в группе под руководством Владимира Кизеля («Спартак»), в которую также входили Пётр Буданов, Курбан Гаджиев, Ростислав Давыдов и Фарид Улумбеков.
- 1956 год —  1-е место (высотный класс), восхождение на пик Победы по северному склону, в объединённой команде «Спартака» и Казахского альпинистского клуба под руководством Виталия Абалакова, в которую также входили Пётр Буданов, Николай Гусак, Владимир Кизель, Константин Клецко, Иван Леонов, Сембай Мусаев, Юрий Тур, Урал Усенов и Лев Филимонов.

- 1957 год —  1-е место (технический класс), восхождение на вершину Тихтенген по северо-восточной стене, в группе под руководством Льва Филимонова («Спартак»), в которую также входили Герман Аграновский, Александр Боровиков, Иван Лапшенков и Фарид Улумбеков.
- 1959 год —  1-е место (высотный класс), первовосхождение на пик Ворошилова (ныне пик Ахмади Дониша), в группе под руководством Виталия Абалакова, в которую также входили Герман Аграновский, Пётр Буданов, Николай Гусак, Геннадий Ильинский, Владимир Кизель, Иосиф Кахиани, Константин Клецко, Иван Лапшенков и Лев Филимонов.
- 1960 год —  2-е место (высотный класс), первопрохождение маршрута на пик Ленина с севера, руководитель команды «Спартака», в которую входили Владимир Кизель, Лев Филимонов, Герман Аграновский и Иосиф Кахиани.

## Комментарии
1. ↑  Ныне — в Аткарском районе Саратовской области[5]. Имеющиеся источники не позволяют точно указать на НП: Александровка (Аткарский район) в составе Песчанского сельского поселения или упразднённая в 2000 Александровка (Петровское муниципальное образование).